# Kennedy McMann
Kennedy McMann, née le 30 octobre 1996, est une actrice américaine connue pour avoir interprété le personnage de Nancy Drew en 2019 dans la série télévisée du même nom.

## Biographie
McMann est née à Holland, Michigan, fille de Matthew et Lisa McMann. Ils ont déménagé en Arizona alors qu'elle était encore à l'école primaire. En 2014, elle obtient un diplôme de la Skyline High School où elle a été nommée parmi les cinq meilleurs étudiants de la Mesa Public Schools au cours de sa dernière année, le 12 novembre 2013. McMann a obtenu un baccalauréat des beaux-arts de l'Université Carnegie Mellon en 2018.

## Carrière
En février 2019, McMann a accepté le rôle de Nancy Drew (le personnage principal) dans la série télévisée Nancy Drew. En janvier 2020, la série a été renouvelée pour une deuxième saison. Le 10 octobre 2021, sa troisième saison a été annoncée.
En mars 2023, elle apparait en personnage centrale dans la série Good Doctor, le temps d'un épisode, dans le rôle d'une avocate atteinte de TOC. Il était alors envisagé de produire une série dérivée, appelée The Good Lawyer, centrée sur ce personnage. Le projet sera finalement abandonné par la chaîne ABC en novembre 2023.

## Filmographie
- 2017 : Gone :  Sara Moreland (épisode 6)
- 2018 : New York, unité spéciale : Carol Salomon (saison 20, épisode 4)
- 2019 - 2023: Nancy Drew : Nancy Drew
- 2020 : This Is Not A Love Letter (court-métrage)
- 2022 : Tell Me Lies : Georgia (saison 1, épisodes 1 et 5)
- 2022 : World's Funniest Animals : Elle-même (saison 3, épisode 5)
- 2023 : Good Doctor : Joni DeGroot (saison 6, épisode 16)